# Arendala (hållplats)
Arendala hållplats var trafikplats på järnvägen Lund-Revinge Järnväg (LReJ).
Hållplatsen hade först namnet Östra Torn, men det sågs för likt Östratorp, enligt Kungl. Postverket, varför namnet ändrades till Arendala 1909 
Östra Torn / Arendala håll- och lastplats (68,0 m ö.h., 5,2 km från Lund C) öppnades 1906. Spåren revs 1966.
Stationssignaturen var Ar.